# 江國棟 (1916年)

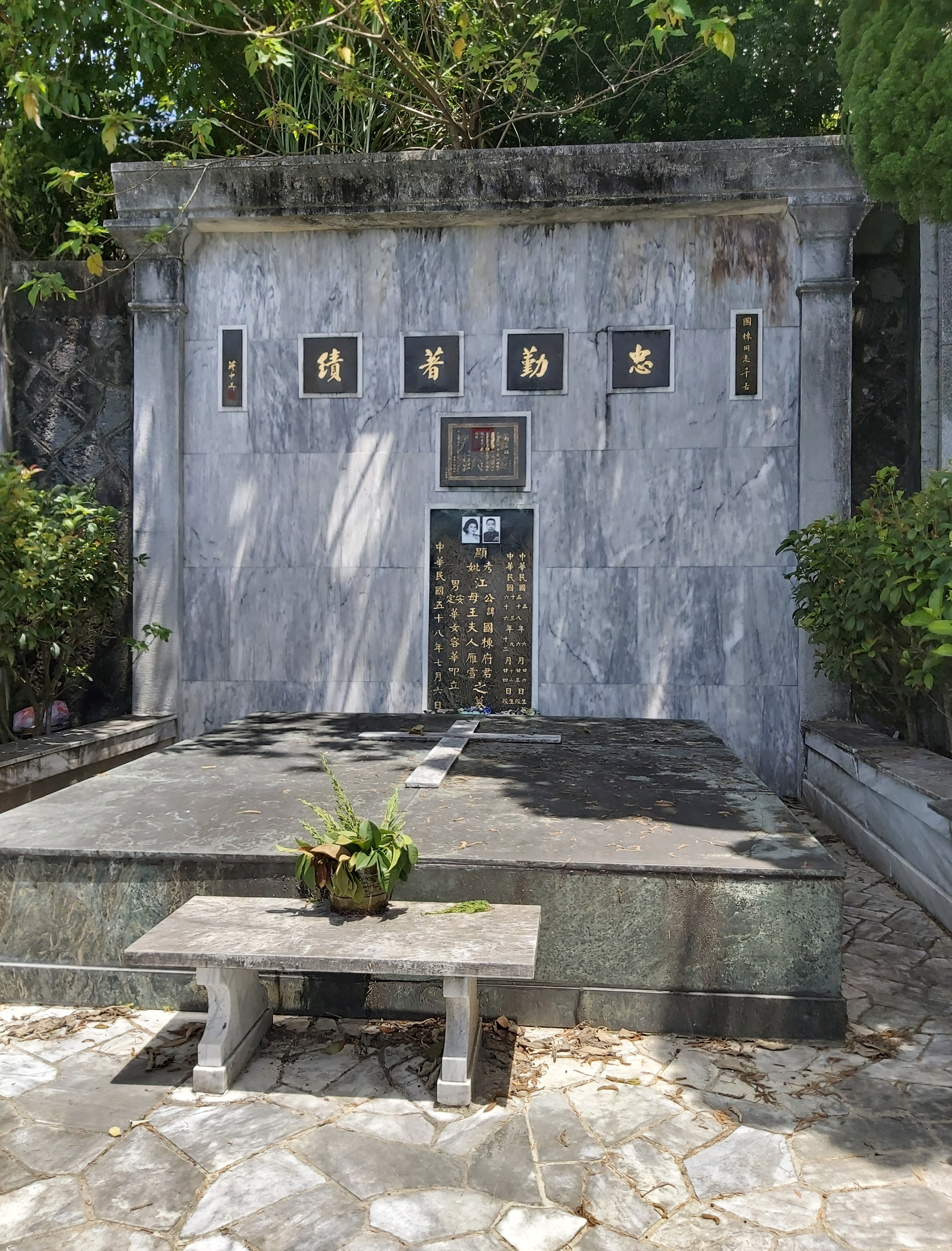
江國棟墓

江國棟（1916年—1969年6月23日），男，湖南長沙人，中華民國高級將領，於蔣經國執政時期為四大金鋼之首。與蔣經國、蔣緯國家族關係密切。

## 生平
毕业于陸軍官校第九期、中央幹部學校第一期。
1944年-1946年於中央幹部學校任職。蔣經國「中正學社」總事職。
1947年於國防部預備幹部局任職處長。1949年於國防部總長辦公事主任。1958年於國防部海軍司令政戰部主任。陸軍總部政戰主任。
1968年4月20日接國家總動員委員會委員。
1969年逝世。葬於台灣台北市北投區陽明山第一公墓第一區第三排。

## 家族
- 長子：江安華，任職於警備總部、調查局、國家安全局
- 次子：江定華，中山科學院天弓飛彈及國防武器研發、校級軍官
- 孫子：江奕宸，建築空間設計、台灣及中國政商密切、對兩岸關係有正面態度